# توفيق راشد الحوري
توفيق راشد الحوري (1933 – 28 يناير 2023) داعية ومناضل وأحد مؤسسي جامعة بيروت العربية وجامعة الإمام الأوزاعي وحركة التحرير الوطني الفلسطيني (فتح) وهو نجل راشد الحوري. قلده الرئيس محمود عباس وسام "نجمة يبوس" من وسام ياسر عرفات تثمينًا لإسهاماته في دعم القضية الفلسطينية.

## عائلة الحوري
من العائلات الإسلامية العربية، عمل الأوائل منها في بيروت بالتجارة والصناعة، يأتي في مقدمتهم الحاج أحمد بن محمد الحوري شيخ العقادين في بيروت في النصف الثاني من القرن التاسع عشر. وبرز من الأسرة الكثير ممن عمل في الميادين الخيرية والاجتماعية والإنسانية، منهم توفيق بن محمد (الجدّ) الذي اشتغل لسنين طويلة في أعمال العطاء، وفي مقدمتها بناء مدرسة عائشة أم المؤمنين بمحاذاة حرج بيروت. كما برز من العائلة الحاج راشد توفيق.

## نشأته وتعليمه
وُلد توفيق الحوري في حي الطيونة في مدينة بيروت، وتلقى دراسته الأولى في مدارس جمعية المقاصد الخيرية الإسلامية، وتابع دراسته في الجامعة الأميركية في بيروت التي تخرج منها حائزًا على شهادة بكالوريوس في الاقتصاد عام 1952، ونشط مع إخوانه في حملات الدعم وتوفير الغذاء والألبسة للاجئين الفلسطينيين. ثم توجه إلى بريطانيا ليدرس في قسم الدراسات العليا في كلية لندن للاقتصاد والعلوم السياسية  1952–1954.

## نشاطه
أطلق حركة (الطوابير) عام 1954 والتي نظّمت تشكيلات سريّة عسكرية من اللاجئين الفلسطينيين في مخيمات لبنان، وكان هدفها استئناف النضال ضد الإحتلال الإسرائيلي في فلسطين برعاية مفتي  فلسطين الحاج أمين الحسيني. وشارك في تأسيس حركة عباد الرحمن التي أسسها الشيخ محمد عمر الداعوق وتزوج من إبنته ليلى. وعمل في الميدان التجاري والخيري مع والده الشيخ راشد، حيث انخرط في أنشطة المجتمع الأهلي معه في جمعية البر والإحسان وأصبح عضواً فيها. والتي انبثق عنها تأسيس جامعة بيروت العربية عام 1960 بالإتفاق مع الرئيس جمال عبد الناصر. وأسس بالتعاون مع عدد من زملائه المركز الإسلامي للتربية عام 1979 القيِّم والمسؤول عن كلية الإمام الأوزاعي للدراسات الإسلامية، وكلية إدارة الأعمال الإسلامية.

## الحوري وحركة فتح

### تأسيس مجلة «فلسطيننا – نداء الحياة»
في عام  1959 طلب ياسر عرفات وخليل الوزير من حوري إصدار مجلة تحمل رؤية الفلسطينيين لعدم تمكنهما من الحصول على الترخيص، فتولى حوري المسؤولية والإشراف على إصدارها خلال الفترة من (1959–1964)  خيث ساهمت بشكل كبير في حشد الفلسطينيين والعرب حول الثورة الفلسطينية في بداياتها، ووصفها خليل الوزير حينها: «لعبت هذه المجلة دور الشمعة في ظلام النكبة»

### عمل ميداني
أصبح الحوري من رواد حركة فتح في لبنان، وقدم دعمًا لوجستيًا في بدايتها، ووفر لها غطاء للتدريب وتهريب السلاح من خلال مزرعة أسماك كان يتولى إدارتها في منطقة الشيخ زناد شمال لبنان، فكان ينقل السلاح عبر البحر في زوارق للصيد، وكانت زوجته تنقل السلاح إلى المعسكر بسيارتها الخاصة براً، وساهم في تسليم التبرعات التي تصله إلى قيادة حركة فتح في لبنان، حيث كان يساعده كلاً من هاني فاخوري الذي عمل موظفاً في أحد البنوك اللبنانية، وإبراهيم المصري وإخوانه. وعندما قررت حركة فتح إطلاق الثورة الفلسطينية المعاصرة قام حوري بصياغة البيان الأول لها مطلع 1965.

### الحوري وياسر عرفات
اتخذت صلة عرفات بعائلة الحوري شكلاً اجتماعيًا قويًا، حيث ذكرت زوجة الحوري أن عرفات كان يزورهم ويتناول معهم الطعام، عندما كانوا يقيمون في منطقة سير الضنية بشمال لبنان صيفًا. كما تذكر تقديرها لدعمه المالي للعائلة عند اضطرارها للخروج من منزلها في الطريق الجديدة ببيروت وقت الاجتياح الإسرائيلي، ونقل سكنها إلى شارع أستراليا قرب الروشة. وتذكر اتصال عرفات بها بمبادرة منه، بعد أيام من تعرُّض ابنها البكر راشد لاعتداء بالرصاص، تسبب بإصابته إصابة خطيرة سنة 1984، حيث عرض عرفات علاجه، وقام بتحمّل تكاليف هذا العلاج في الخارج. كما ذكر الحوري عقد اجتماعاته الرسمية مع عرفات في أماكن كالسينما والمقهى تمويهًا بحضور زوجته.

## مناصبه
- نائب لرائد جماعة عباد الرحمن 1954–1962.[8]
- عضو في مجلس جامعة بيروت العربية.[16]
- رئيس مجلس أمناء جامعة بيروت العربية.
- رئيس مجلس أمناء وقف المركز الإسلامي للتربية منذ تأسيسه حتى أواخر عام 2022.
- رئيس مجلس أمناء وقف البر والاحسان منذ العام 2000–2015.

## وفاته
توفي في 28 يناير 2023 عن عمر ناهز التسعين، وأصدرت منظمة التحرير الفلسطينية وحركة فتح بيانًا رسميًا نعته فيه.